# George P. Smith
George P. Smith (n. 10 martie 1941, Norwalk⁠(d), Connecticut, SUA) este un chimist american, laureat al Premiului Nobel pentru Chimie 2018.